# Luigi Lanzi
Luigi Lanzi (Treia, 14 de junho de 1732 — Florença, 30 de março de 1810) foi um historiador da arte, filólogo e arqueólogo italiano. Após seu falecimento foi sepultado na Basílica de Santa Cruz em Florença ao lado de Michelangelo.

## Biografia
Nascido em Treia, foi educado para ser padre e ingressou na ordem dos Jesuítas, residindo em Roma. Em 1773 foi indicado curador das galerias de arte de Florença, e presidente da Accademia della Crusca. Em seguida estudou a pintura italiana e a civilização etrusca, o que resultou nos livros Storia Pittorica dell'Italia (1792 - 1796), Saggio di lingua Etrusca (1789, acompanhado de um apêndice sobre escultura), e Saggio delle lingue d'Italia (1806). Foi o pioneiro na identificação da origem grega da arte etrusca. No terreno da filologia estabeleceu as ligações da língua etrusca com a língua de povos vizinhos, os romanos, úmbrios, oscos e gregos.
Entre outros trabalhos seus estão uma edição d' Os Trabalhos e os Dias de Hesíodo, com valiosos comentários e uma tradução em terza rima, iniciado em 1785 e terminado em 1808. Sua carreira encerra com a coletânea Opere sacre, uma série de tratados sobre temas espirituais. Foi enterrado na Basílica de Santa Croce em Florença ao lado de Michelangelo.

## Trabalhos

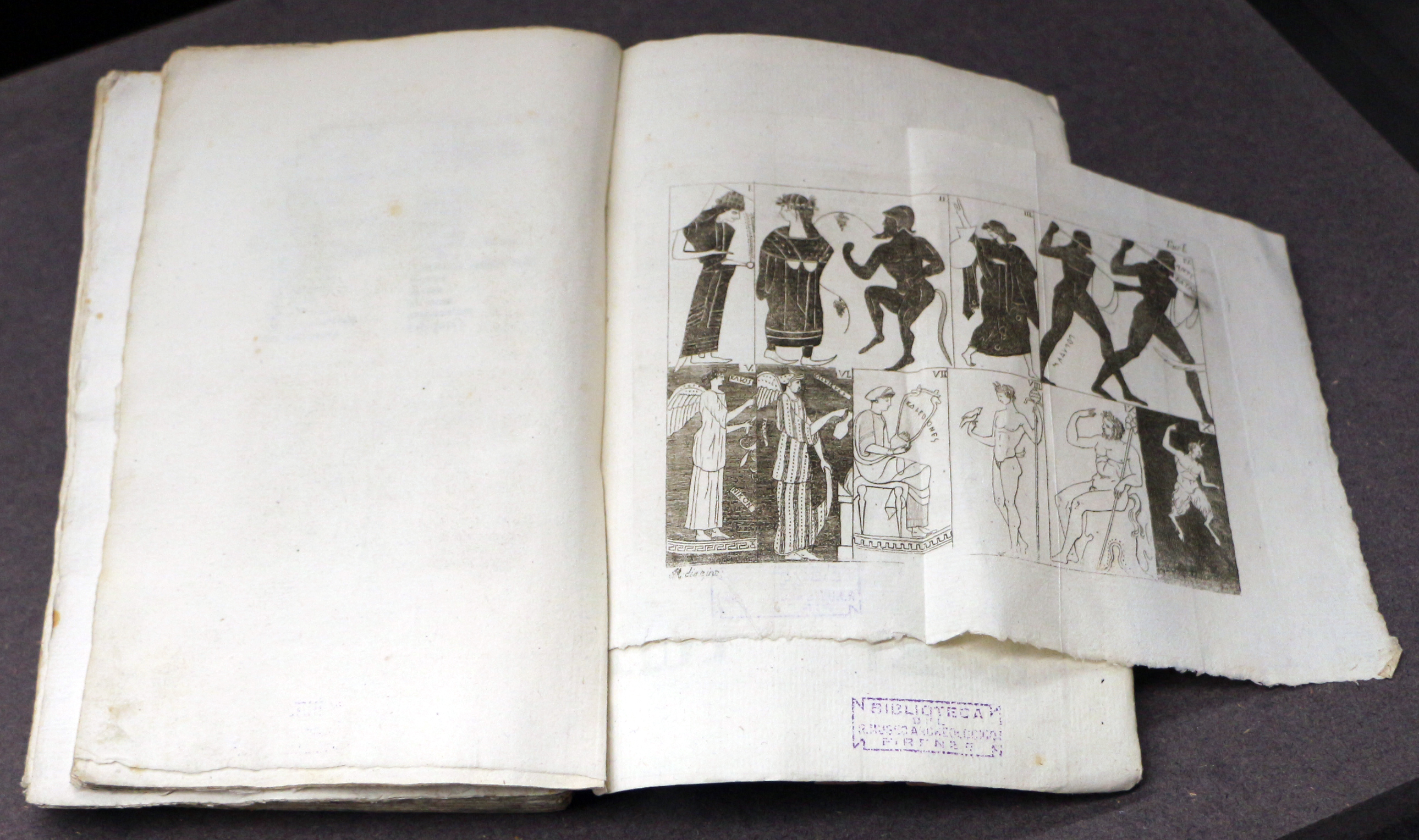
Ilustração tirada dos antigos vasos pintados, comumente chamados de etruscos (1806)

- Storia pittorica della Italia, I-II, Bassano del Grappa, Remondini, 1795-1796;
- Saggio di lingua etrusca e di altre antiche d’Italia per servire alla storia de’ popoli, delle lingue e delle belle arti, Roma, Pagliarini, 1789;
- Storia pittorica della Italia. Dal risorgimento delle belle arti fin presso al fine del XVIII secolo, I-VI, Bassano del Grappa, Remondini, 1809 (ed. a cura di M. CAPUCCI, I-III, Firenze, Sansoni, 1968-1974);
- Dissertazione sopra una urnetta toscanica e difesa del Saggio di lingua etrusca, «Memorie per servire alla storia letteraria e civile», (1799)
- Elogio del P.D. Francesco Maria Stella Barnabita, «Memorie per servire alla storia letteraria e civile», 1799, 83-85;
- Elogio del P.D. Angelo Maria Cortenovis chierico regolare della Congregazione di San Paolo, «Memorie per servire alla storia letteraria e civile», (1800)
- Elogio del P.D. Angelo Maria Cortenovis chierico regolare della Congregazione di San Paolo, Udine, Pecile, 1801;
- Serie di pitture copiate da tredici vasi antichi detti volgarmente etruschi, esposte con illustrazioni in italiano e francese, Venezia, Remondini, 1801;

- Luigi Antonio Lanzi, De' vasi antichi dipinti volgarmente chiamati etruschi: Dissertazioni tre, Firenze, presso Giuseppe Fantosini, 1806. URL consultato il 29 maggio 2019.
- Luigi Antonio Lanzi, Ἡσιόδου τοῦ Ἀσκραίου Ἔργα καὶ ἡμέραι Hesiodi Ascraei opera et dies di Esiodo Ascreo i lavori e le giornate opera ... con annotazioni, Firenze, nella stamperia Carli e C°., 1808. URL acessado em 29 de maio de 2019.